# Квета (Тренто)
Квета је насеље у Италији у округу Тренто, региону Трентино-Јужни Тирол.
Према процени из 2011. у насељу је живело 180 становника. Насеље се налази на надморској висини од 458 м.